# Assedio di Drogheda
L'assedio di Drogheda del 1649 è un episodio della conquista cromwelliana dell'Irlanda.

## Contesto
Oliver Cromwell sbarca in Irlanda nell'agosto 1649 per riconquistare il Paese. Poco prima dell'arrivo di Cromwell le forze parlamentariste erano riuscite a riconquistare Dublino sconfiggendo i realisti guidati dal duca di Ormonde.
Il 23 agosto 1649 i realisti tennero un consiglio di guerra a Drogheda e incaricarono Arthur Aston di difendere la città. Aston disponeva di una guarnigione di circa 2 550 uomini composta da forze realiste inglesi e da irlandesi cattolici.

## L'assedio
Il 3 settembre Cromwell arrivò a Drogheda alla testa di 12 000 uomini e cinse d'assedio la città schierando la maggior parte delle sue forze sul lato sud lungo il fiume Boyne e lasciando sul lato nord la cavalleria. Inoltre una flotta di navi parlamentariste bloccò il porto della città.
Sebbene Drogheda fosse protetta da mura di cinta medievali, queste non erano sufficientemente spesse da resistere al fuoco dei cannoni. Dopo aver bombardato le porte della città e aver aperto due brecce nelle mura, il 10 settembre Cromwell chiese ad Aston di arrendersi per impedire ulteriore spargimento di sangue.
Sebbene a corto di armi e munizioni, Aston – che attendeva rinforzi dal duca di Ormonde e dalle sue truppe schierate a Tercroghan – rifiutò di arrendersi.

## L'attacco
L'11 settembre alle 5 del pomeriggio Cromwell ordinò ai suoi uomini di attaccare la città da sud e da est e che dopo poche ore venne conquistata e saccheggiata.
Circa 200 soldati realisti, compreso il comandante Aston, cercarono rifugio barricandosi in un forte. Il colonnello Daniel Axtell propose loro di aver salva la vita se si fossero arresi. In realtà, dopo essere stati arrestati, gli uomini di Aston vennero trucidati.